# Сандра Рома
Сандра Рома (швед. Sandra Roma; нар. 31 березня 1990) — колишня шведська тенісистка.
Найвищу одиночну позицію світового рейтингу — 431 місце досягла 15 квітня 2013, парну — 416 місце — 16 листопада 2009 року.
Здобула 3 одиночні та 5 парних титулі турів ITF WTA ATP.

## Фінали ITF

### Одиночний розряд (3–2)
| Легенда          |
| ---------------- |
| турніри $100,000 |
| турніри $75,000  |
| турніри $50,000  |
| турніри $25,000  |
| турніри $10,000  |

| Фінали за покриттям |
| ------------------- |
| Тверде (1–1)        |
| Ґрунт (2–1)         |
| Трава (0–0)         |
| Килим (0–0)         |

| Результат | Ранг | Дата           | Турнір             | Покриття   | Суперниця        | Рахунок                 |
| --------- | ---- | -------------- | ------------------ | ---------- | ---------------- | ----------------------- |
| Поразка   | 1.   | 23 травня 2009 | Анталія, Туреччина | Ґрунт      | Аманда Каррерас  | 6–7(7–9), 7–6(7–2), 4–6 |
| Перемога  | 1.   | 2 серпня 2009  | Тампере, Фінляндія | Ґрунт      | Ганна Орлик      | 6–7(2–7), 7–6(7–3), 6–4 |
| Поразка   | 2.   | 7 липня 2012   | Стамбул, Туреччина | Тверде     | Меліс Сезер      | 6–7(5–7), 4–6           |
| Перемога  | 2.   | 29 липня 2012  | Тампере, Фінляндія | Ґрунт      | Альона Тарасова  | 7–5, 6–2                |
| Перемога  | 3.   | 28 жовтня 2012 | Стокгольм, Швеція  | Тверде (i) | Емілі Веблі-Сміт | 6–2, 6–1                |

### Парний розряд (5–2)
| Легенда          |
| ---------------- |
| турніри $100,000 |
| турніри $75,000  |
| турніри $50,000  |
| турніри $25,000  |
| турніри $15,000  |
| турніри $10,000  |

| Фінали за покриттям |
| ------------------- |
| Тверде (1–0)        |
| Ґрунт (4–2)         |
| Трава (0–0)         |
| Килим (0–0)         |

| Результат | Ранг | Дата            | Турнір                      | Покриття   | Партнерка         | Суперниці                            | Рахунок               |
| --------- | ---- | --------------- | --------------------------- | ---------- | ----------------- | ------------------------------------ | --------------------- |
| Поразка   | 1.   | 22 травня 2009  | Анталія, Туреччина          | Ґрунт      | Юлія Клаккенберґ  | Аманда Каррерас Валентіна Сульпіціо  | 0–6, 3–6              |
| Поразка   | 2.   | 26 червня 2009  | Крістінегамн, Швеція        | Ґрунт      | Софія Арвідссон   | Ганне Скак Єнсен Юганна Ларссон      | 6–7(5–7), 2–6         |
| Перемога  | 1.   | 2 липня 2009    | Істад, Швеція               | Ґрунт      | Софія Арвідссон   | Мелані Клаффнер Ганна Ноні           | 6–4, 6–4              |
| Перемога  | 2.   | 1 серпня 2009   | Тампере, Фінляндія          | Ґрунт      | Емма Лайне        | Алізе Лім Вів'єнне В'єрін            | 6–4, 6–3              |
| Перемога  | 3.   | 12 травня 2012  | Бостад, Швеція              | Ґрунт      | Евелійна Віртанен | Гільда Меландер Пауліна Мілосавлєвіч | 6–2, 3–6, [10–7]      |
| Перемога  | 4.   | 19 травня 2012  | Бостад, Швеція              | Ґрунт      | Евелійна Віртанен | Люсі Браун Милана Шпремо             | 6–3, 6–7(4–7), [10–6] |
| Перемога  | 5.   | 23 березня 2013 | Сандерленд, Велика Британія | Тверде (i) | Гільда Меландер   | Емі Боутелл Лусі Браун               | 6–0, 6–3              |